# Ciao, Rudy
dove il sole rassomiglia al sole mio
dove io mi costruirò una casa
coltiverò una rosa
nell’attesa che un giorno arrivi tu.
Un coriandolo verde in mezzo agli alberi
sotto un cielo eternamente blu.
Quattro palmi…
quattro palmi di terra in California
e niente più.»
(Armando Trovajoli, Garinei e Giovannini. Ciao Rudy)
Ciao Rudy è una commedia musicale sulla vita del noto attore e latin-lover italo-americano Rodolfo Valentino (interpretato da Marcello Mastroianni) scritta da Garinei e Giovannini e Luigi Magni con le musiche di Armando Trovajoli.
Fu rappresentata per la prima volta il 7 gennaio 1966 al Teatro Sistina di Roma.
A fianco dell'attore romano vi era un nutrito gruppo di attrici e cantanti italiane, tra cui Paola Borboni, Olga Villi, Ilaria Occhini, Giusi Raspani Dandolo, Raffaella Carrà, Paola Pitagora, Tina Lattanzi e Minnie Minoprio.
La commedia fu riproposta nel 1972 con protagonista Alberto Lionello.

## Trama
1926. All'apice del suo successo, Rodolfo Valentino rievoca le tappe fondamentali della sua vita dal suo arrivo negli Stati Uniti da emigrato alla ricerca di Quattro palmi di terra in California fino agli ultimi giorni della sua breve ma intensa esistenza.

## La storia
Nel 1963, durante la tournée americana di Rugantino, i commediografi Garinei e Giovannini pensarono di portare in teatro la vita di Rodolfo Valentino. Per questo ruolo i due pensarono immediatamente all'attore italiano più famoso del momento, sia in patria che all'estero: Marcello Mastroianni, che accettò subito il ruolo e si cimentò nell'impresa con passione e abilità, mostrando non solo le sue doti di attore, ma anche quelle di ballerino e cantante.
Il risultato fu eccezionale: lo spettacolo riscosse un enorme successo sia di pubblico che di critica ma, dopo alcuni mesi di tutto esaurito nei teatri, nonostante arrivassero offerte per portare lo spettacolo negli Stati Uniti, Marcello Mastroianni ruppe improvvisamente il contratto per poter lavorare con Federico Fellini nel film Il viaggio di G. Mastorna, detto Fernet, che non fu mai portato a termine.
L'opera fu riproposta in una nuova edizione soltanto nel 1972, con Alberto Lionello come interprete principale.

## Prima edizione (1966)
- Rodolfo Valentino: Marcello Mastroianni
- La fan: Paola Pitagora
- La madre: Tina Lattanzi
- Teodolinda: Angela Pagano
- Bonita: Minnie Minoprio
- La padrona di “Mamma Caruso”: Nina De Padova
- Margie: Raffaella Carrà
- Annie: Ilaria Occhini
- Mabel Thomas: Simona Sorlisi
- Rosy Randall: Giusi Raspani Dandolo
- Cecilia Patterson: Paola Borboni
- Betty Green: Giuliana Lojodice
- Tatiana Nimova: Olga Villi

## Seconda edizione (1972)
- Rodolfo Valentino: Alberto Lionello
- La fan: Violetta Chiarini
- Teodolinda: Emiliana
- Margie: Mita Medici
- Bonita: Loredana Bertè
- Annie: Lorenza Guerrieri
- Mabel Thomas: Simona Sorlisi
- Rosy Randall: Giusi Raspani Dandolo
- Cecilia Patterson: Paola Borboni
- Betty Green: Marzia Ubaldi
- Tatiana Nimova: Carmen Scarpitta

In questa edizione i ruoli della “madre” e della padrona di “Mamma Caruso” furono aboliti.

## Terza edizione (2013)
La compagnia del LIM. Coreografie e regia di Cesare Vangeli, arrangiamenti e direzione musicale di Emiliano Begni e scene di Mariella Laterza.
- Rodolfo Valentino: Igor Petrotto/ Alessio Ingravalle
- La fan: Doralia Tomassetti
- Teodolinda: Roberta Guerra
- Margie: Ilaria Ceppi
- Bonita: Clorinda Garritano
- Annie: Michaela Squiccimarro
- Mabel Thomas: Federica Graziani
- Rosy Randall: Serena Allegrucci
- Cecilia Patterson: Ada Braccioli
- Betty Green: Sofia Benedetti
- Tatiana Minova: Federica Graziani

Con L'orchestra del Tip Tap Show (storico spettacolo ideato e diretto dal coreografo e regista Cesare Vangeli)

## Le canzoni
Sono indicati gli interpreti della edizione del 1966
- Prologo/Introduzione/Ciao Rudy – Coro
- Il porto di New York/Quattro palmi di terra in California – Paola Pitagora, Marcello Mastroianni
- Piaceva alle donne – Marcello Mastroianni, Giusi Raspani Dandolo
- Bonita e Rosy – Giusy Raspani Dandolo, Minni Minoprio
- Gente matta – Raffaella Carrà, Marcello Mastroianni
- Il mio nome – Marcello Mastroianni
- Il proibizionismo – Strumentale
- Questo si chiama amore – Marcello Mastroianni
- Valentino Tango – Strumentale
- Così è lui – Olga Villi
- Finale/Ciao Rudy – Marcello Mastroianni
- Epilogo/Quattro palmi di terra in California – Strumentale e Coro